# Etalon-aur
Etalonul aur sau standardul de aur (în engleză gold standard)  este un sistem monetar în care unitatea economică standard de cont se bazează pe o cantitate fixă de aur. Etalonul aur a stat la baza sistemului monetar internațional din anii 1870 până la începutul anilor 1920 și de la sfârșitul anilor 1920 până în 1932 precum și din 1944 până în 1971, când Statele Unite au încetat unilateral convertibilitatea aurului la dolarul american prin Sistemul Bretton Woods.
Din punct de vedere istoric, etalonul de argint și bimetalismul au fost mai comune decât etalonul de aur. Marea Britanie a adoptat un etalon de aur de facto în 1717, când Sir Isaac Newton, pe atunci gestionar al Monetăriei Regale, a stabilit o rată de schimb dintre argint și aur prea scăzută, făcând astfel să iasă din circulație monedele de argint. Pe măsură ce Marea Britanie a devenit cea mai mare putere financiară și comercială a lumii în secolul al XIX-lea, alte state au adoptat sistemul monetar al Marii Britanii. Etalonul-aur a fost adoptat în România pentru prima dată în 1890.
Etalonul de aur a fost abandonat în mare parte în timpul Marii Depresiuni, înainte de a fi reinstalat într-o formă limitată, ca parte a sistemului Bretton Woods de după cel de-al Doilea Război Mondial. iar apoi a fost iarăși abandonat din cauza înclinației sale spre volatilitate, precum și a constrângerilor pe care standardul le-a impus guvernelor, precum angajarea în politici expansioniste pentru, de exemplu, a reduce șomajul în timpul recesiunilor economice. Există un consens în rândul economiștilor că o revenire la standardul aur nu ar fi benefică pentru economia globală iar majoritatea istoricilor economici resping ideea că etalonul-aur a fost eficient în stabilizarea prețurilor și în atenuarea fluctuațiilor ciclulilor economice în timpul secolului al XIX-lea.

## Istoric

### Utilizarea istorică a monedei de aur
Utilizarea aurului ca ban a început în jurul anului 600 î.Hr. în Asia Mică și a fost larg acceptată încă de atunci, mulțumită faptului că acest material pierde foarte mică valoare în timp. În Evul Mediu timpuriu și târziu, solidus-ul bizantin a fost folosit mult în toată Europa și în Marea Mediterană, dar utilizarea sa a scăzut odată cu declinul influenței economice a Imperiului Bizantin.
Cu toate acestea, sistemele economice care utilizează aurul ca monedă unică și unitate de cont nu au apărut niciodată înainte de secolul al XVIII-lea. Timp de milenii, a fost argintul, nu aurul, care a fost adevărata bază a economiilor interne: fundația pentru majoritatea sistemelor de bani de cont, pentru plata salariilor și pentru majoritatea comerțului cu amănuntul local. Aurul cu funcționarea ca monedă și unitate de cont pentru tranzacțiile zilnice nu a fost posibilă din cauza diverselor obstacole care au fost rezolvate doar prin instrumente apărute în secolul al XIX-lea, printre care:
- Divizibilitate: aurul ca monedă a avut probleme di cauza rarității și dimensiunii sale mici. În schimb, monedele de argint și bilonul (argint de calitate scăzută) corespundeau cu ușurință pentru schimbul și comerțul zilnic cu forța de muncă și achizițiile de alimente, făcând argintul mai eficient ca monedă și unitate de cont.
- Inexistența unui token coinage pentru aur: Sargent și Velde (1997) au explicat modul în care token coins (monede-jeton) de cupru sau bilonuri schimbate cu argint sau aur erau aproape inexistente înainte de secolul al XIX-lea. Monedele-jeton cu valoare intrinsecă mică au fost considerate cu neîncredere pe scară largă, păreau un precursor a devalorizării monedei, și puteau fi contrafăcute ușor în epoca preindustrială. Acest lucru a făcut ca standardul de aur să fie imposibil oriunde existau monede-jeton de argint
- Inexistența bancnotelor: bancnotele nu au fost văzute cu încredere ca monedă de schimb în prima jumătate a secolului al XVIII-lea, după emiterea eșuată a bancnotelor de către Franța în 1716 sub economistul John Law. Bancnotele au devenit acceptate în toată Europa doar odată cu maturizarea instituțiilor bancare și, de asemenea, ca urmare a Războaiele Napoleoniene de la începutul secolului al XIX-lea. Preocupările privind contrafacerea se aplică și bancnotelor.

Cele mai vechi standarde monetare europene s-au bazat așadar pe etalonul de argint, de la denarul Imperiului Roman, la denierul introdus de Carol cel Mare în toată Europa de Vest, dolarul spaniol și Reichsthaler și Conventionstaler german, care au supraviețuit până în secolul al XIX-lea. Aurul a funcționat ca mijloc pentru comerțul internațional și tranzacții de mare valoare, dar în general a fluctuat în preț față de banii de argint folosiți în viața de zi cu zi

### Adoptarea modernă a etalonului-aur
Adoptarea etalonului-aur a fost treptată și există dezacorduri între istorici cu privire la momentul exact în care a fost adoptat primul sistem „cu adevărat”. Cea mai veche mențiune este engleză: în 1717, Isaac Newton analizează monede și desenează o relație aur-argint, această relație fiind oficializată printr-o lege a Reginei Anna. Începând din 1815, Marea Britanie a păstrat un etalon bimetalic (aur și argint), dar aurul a fost de fapt supraevaluat de Monetărie, de aceea monedele de aur, celebrele „guinee” care purtau numele regiunii africane (Guinea) de unde provenea acest metal, le-au înlocuit în mare măsură pe cele de argint. În timpul Războaielor Napoleoniene, Banca Angliei, cu autorizația guvernului, a suspendat plata, adică a refuzat să plătească aur și argint în schimbul propriilor bancnote. 
După Războaiele Napoleoniene, guvernul a decis să revină la un etalon metalic, dar a ales aurul, etalonul de facto al secolului al XVIII-lea, în locul argintului, în ciuda faptului că moneda se mai numea sterlină (de la pound of sterling silver). Unitatea de cont a fost sovereign-ul sau lira de aur, definită ca 7,32 grame de aur pur.
Conform prevederilor legii parlamentare care stabilește acest etalon de aur, trebuiau respectate trei condiții:
- Monetăria Regală era obligată să cumpere și să vândă cantități nelimitate de aur la un preț fix
- Banca Angliei și, prin extensie, toate celelalte bănci, erau obligate să își transforme pasivele monetare (bancnote, depozite) în aur la cerere.
- Nu se puteau impune restricții la importul sau exportul de aur

Asta însemna că aurul a servit drept bază sau rezervă finală a întregii oferte monetare a națiunii. Cantitățile de aur pe care Banca Angliei le deținea determinau valoarea creditului pe care îl putea acorda sub formă de bancnote și depozite.
În consecință, mișcarea aurului în și în afara țării, în funcție de balanța de plăți, a provocat fluctuații ale masei monetare totale, care la rândul lor au determinat fluctuații în dinamica prețurilor. Atunci când fluxurile internaționale de aur au fost limitate sau când intrările au fost egalate cu ieșirile, așa cum era de obicei cazul, prețurile au avut tendința de a rămâne stabile. Dar intrările mari de aur, cum ar fi cele care au avut loc după descoperirea zăcămintelor de aur în California și Australia în 1849-51, puteau provoca inflație, în timp ce retragerile bruște, cum au avut loc periodic în secolul al XIX-lea, provocau panică monetară.
Goanele după aur din California și din Australia au crescut semnificativ proviziile mondiale de aur, împreună cu baterea de franci de aur și dolari, deoarece raportul aur-argint a coborât sub 15,5, împingând Franța și Statele Unite în etalonul-aur cu Marea Britanie în anii 1850. Beneficiile etalonului aur au fost simțite pentru prima dată de acest bloc mai mare de țări, Marea Britanie și Franța fiind principalele puteri financiare și industriale ale secolului al XIX-lea, în timp ce Statele Unite au fost o putere în curs de dezvoltare.
Până la momentul în care raportul aur-argint a revenit la 15,5 în anii 1860, acest bloc de țări utilizatoare de aur a crescut și mai mult și a dat impuls unui standard internațional de aur înainte de sfârșitul secolului al XIX-lea.
- Portugalia și câteva colonii britanice au început cu etalonul de aur în anii 1850 și 1860
- Franței i s-au alăturat Belgia, Elveția și Italia într-o Uniune Monetară Latină mai mare, bazată atât pe franci de aur, cât și de argint.
- Mai multe conferințe monetare internaționale din anii 1860 au început să ia în considerare meritele unui etalon internațional de aur, deși cu preocupări cu privire la impactul acestuia asupra prețului argintului în cazul în care mai multe țări ar vrea să schimbă metalul simultan.[16]

În primele trei sferturi ale secolului al XIX-lea, majoritatea celorlalte țări au adoptat un etalon de argint sau bimetalic. Unele țări nu aveau standarde de metal, cu toate acestea, datorită poziției de lider a Marii Britanii în comerțul mondial, aproape toate țările au fost afectate de fluctuațiile economiei britanice.
Altă țară importantă care a adoptat etalonul de aur a fost Imperiul German. Profitând de victoria asupra Franței în Războiul franco-prusac, Otto von Bismarck, cancelarul german, a extorcat de la națiunea învinsă o indemnizație de 5 miliarde de franci, o sumă fără precedent în istorie. Pe baza acestei averi neașteptate, guvernul a adoptat o nouă unitate de cont, marca de aur, și a stabilit Reichsbank ca bancă centrală și unică agenție emitentă. Pe măsură ce ponderea Germaniei în comerțul internațional creștea, alte țări s-au alăturat mișcării către etalonul-aur.
Etalonul aur a fost adoptat treptat în ultimul sfert de secol de către Portugalia (1854), Germania (1871), Uniunea Monetară Latină - Belgia, Italia, Elveția, Franța, Grecia (1873), Statele Unite ale Americii de facto (1873), Scandinavia prin Uniunea Monetară: Danemarca, Norvegia și Suedia (1875), Olanda (1875), Franța la nivel național (1876), Spania (1876), Finlanda (1878), Serbia (1878), Austria (1879), Argentina (1881), Egipt (1885), România (1890),
Imperiul Austro-Ungar (1892), Rusia (1893), Bulgaria (1897), Japonia (1897), Chile (1897), India (1898), Statele Unite de iure (1900), Mexic (1904).

### Perioada interbelică
Odată cu începutul Primului Război Mondial, obligația de a răscumpăra bancnotele în aur a fost abolită în statele beligerante. Au existat diverse motive pentru această decizie. Pentru a putea finanța costurile războiului fără a crește taxele și folosind doar obligațiuni de război, guvernul german, de exemplu, a emis o mulțime de bani de hârtie care nu erau susținute de aur. Inflația care a fost „susținută” în timpul războiului prin intervenție forțată a ieșit de sub control după sfârșitul războiului (din 1914 până în 1923). Chiar și state nebeligerante precum Danemarca au suspendat rapid obligația de răscumpărare a aurului.
După Primul Război Mondial, etalonul-aur a fost restabilit în majoritatea țărilor, în măsura în care obligațiile de răscumpărare ale băncii centrale au fost reintroduse. British Gold Standard Act din 1925 a introdus atât etalonul de lingouri de aur. Noul standard a pus și capăt circulației monedelor de aur. În schimb, legea a obligat autoritățile să vândă lingouri de aur la cerere, la un preț fix, dar „numai sub formă de lingouri care conțin aproximativ patru sute de uncii troy [12 kg] de aur fin”. John Maynard Keynes, invocând pericolele deflaționiste, a argumentat împotriva reluării etalonului aur. În țările în care inflația a fost moderată (Belgia, Franța și Italia), stabilizarea propriei monede a avut succes fără reforma valutară.  Cu toate acestea, nu a fost posibilă revenirea la paritatea antebelică în aur în același timp. De fapt, acest lucru a însemnat și o reducere a monedei în aceste țări, deoarece statele nu și-au respectat promisiunile de dinainte de război de a le răscumpăra în aur. 
Multe alte țări au urmat Marea Britanie în revenirea la standardul aur, ducând la o perioadă de relativă stabilitate, dar și de deflație. Această stare de fapt a durat până când Marea Depresiune (1929–1939) a forțat țările să renunțe la etalonul aur.

### Bretton Woods
Conform acordului monetar internațional de la Bretton Woods din 1944, etalonul aur a fost păstrat fără convertibilitate internă. Rolul aurului a fost constrâns foarte mult, deoarece monedele altor țări erau fixate în raport cu dolarul. Multe țări au păstrat rezerve în aur, decontând conturile în aur. Totuși, aceste țări au preferat să deconteze soldurile cu alte valute, dolarul american devenind favorit. Fondul Monetar Internațional a fost înființat pentru a ajuta procesul de schimb și pentru a asista națiunile în menținerea ratelor fixe. În cadrul Bretton Woods, ajustarea a fost amortizată prin credite care au ajutat țările să evite deflația.
După cel de-al Doilea Război Mondial, prin Acordurile de la Bretton Woods a fost stabilit un sistem similar cu un etalon aur și uneori descris drept „etalon de schimb de aur”. În cadrul acestui sistem, multe țări și-au fixat cursurile de schimb în raport cu dolarul american, iar băncile centrale puteau schimba deținerile din dolari în aur la cursul de schimb oficial de 35 USD pe uncie; această opțiune nu era disponibilă firmelor sau persoanelor fizice. Toate monedele legate de dolar aveau astfel o valoare fixă în termeni de aur.
Începând cu administrația președintelui Charles de Gaulle din 1959–1969 și continuând până în 1970, Franța și-a redus rezervele de dolari, schimbându-le cu aur la cursul de schimb oficial, reducând influența economică a SUA. Acest lucru, împreună cu tensiunea fiscală a cheltuielilor federale pentru războiul din Vietnam și deficitele persistente ale balanței de plăți, l-au determinat pe președintele american Richard Nixon să pună capăt convertibilității internaționale a dolarului american în aur pe 15 august 1971 („șocul Nixon”).

## Clasificare istorică economică
Atât istoricii, cât și economiștii, sunt în mare măsură de acord că, în general, etalonul aur nu a ajutat la stabilizarea prețurilor și a economiei.
Ideea istorică răspândită că etalonul de aur duce la o „stabilitate” specială trebuie privită în raport cu orizontul intelectual al vremii. Șomajul a fost recunoscut ca o problemă economică abia la începutul secolului al XX-lea. În epoca victoriană, era un fapt normal ca șomerii să fie văzuți ca niște leneși sau indolenți. Șomajul era perceput ca o slăbiciune a personalității, și nu au fost recunoscute influențele macroeconomice în spatele creșterii și scăderii numărului de șomeri. O examinare științifică a subiectului a început abia în anii 1880.
La începutul secolului al XX-lea, influența politică a muncitorilor a crescut, sindicatele au devenit mai puternice și în multe țări restricțiile privind votul (votul în trei clase, votul de recensământ) au fost lent abolite. În același timp, s-a observat și faptul că ratele ridicate ale dobânzilor băncilor centrale descurajează investițiile și, astfel, slăbesc creșterea economică. Cu toate acestea, etalonul aur a forțat adesea politicienii să acționeze contrar acestor cunoștințe.
În jurul anului 1917, restricțiile privind votul au fost în mare măsură ridicate în majoritatea țărilor. Ca urmare, teama muncitorilor de șomaj a devenit un factor politic semnificativ. În perioada care a urmat, economiștii au descoperit și legătura dintre masa monetară, credit, creșterea economică și șomaj. Totuși, aceste perspective s-au stabilit în curentul economic abia după criza economică mondială (teoria monetară keynesiană, monetarismul). Toți acești factori au slăbit consensul existent anterior în favoarea etalonului aur, sub care o politică monetară autonomă nu era de fapt posibilă. O politică monetară expansivă pentru a stabiliza masa monetară și a combate o recesiune a fost posibilă numai dacă toate țările care au aderat la etalonul aur au urmat o politică monetară expansivă în aceeași măsură. Această rigiditate fatală al etalonului aur putea fi atenuată de cooperarea internațională înainte de Primul Război Mondial, dar după acest conflict, o astfel de cooperare nu a mai avut loc. Anii 1920 au arătat că etalonul aur nu era de fapt o ancoră a stabilității, ci o amenințare majoră la adresa stabilității financiare și a prosperității economice. Conform etalonului aur, guvernele au fost nevoite să privească neputincioase la începutul crizei economice globale, când masa monetară s-a contractat, au apărut crizele datoriilor și sistemul bancar s-a prăbușit în marele detriment al economiei reale. Toate statele care doreau să folosească instrumentele unei politici monetare autonome (de exemplu, politică monetară expansivă, devalorizare competitivă) au fost nevoite să abandoneze etalonul aur. Există un acord aproape unanim că se poate găsi o legătură clară în termeni de timp și substanță între îndepărtarea globală de la standardul de aur și începerea redresării economice.